# Азиз, Абдул Вахид
Абдул Вахид Азиз (араб. عبدالواحد عزيز‎; 1931, Басра — 1982, Багдад) — иракский тяжелоатлет, единственный в истории страны призёр Олимпийских игр (1960).
До того, как начал заниматься тяжёлой атлетикой в 1950 году, пробовал свои силы в футболе, баскетболе, волейболе, плавании. В 1951 году выступил на национальном чемпионате, где занял второе место. В 1953 году стал серебряным призёром Панарабских игр в Александрии в весе до 60 кг. На следующих Панарабских играх 1957 года в Бейруте стал чемпионом. В том же году он одержал победу и на чемпионате Азии в Тегеране.
Абдул Вахид Азиз принял участие в трёх чемпионатах мира по тяжёлой атлетике, добившись наибольшего успеха в 1959 году в Варшаве, где стал бронзовым призёром. На чемпионатах 1957 и 1961 годов занимал четвёртые места.
Выступая на Олимпиаде в Риме в 1960 году, занял третье место в категории до 67,5 кг, став первым и к настоящему времени единственным призёром Олимпийских игр в истории иракского спорта.